# Značka CE

Značka shody CE

Označení CE (zkratka z francouzského conformité européenne - evropská shoda) dokládá, že výrobek byl posouzen před uvedením na trh Evropského hospodářského prostoru („EEA“ je tvořen 28 členskými státy EU a třemi státy z Evropského sdružení volného obchodu – Islandem, Lichtenštejnskem a Norskem bez Švýcarska) a splňuje legislativní požadavky EU – tzn. že výrobce ověřil/nechal ověřit oznámeným subjektem (dříve notifikovanou osobou), že výrobek splňuje všechny příslušné základní požadavky (např. bezpečnost, ochranu zdraví, ochranu životního prostředí) z příslušné směrnice. Nejčastějším typem technické specifikace, tj. dokumentu, na základě kterého může být posouzení provedeno, je evropská harmonizovaná norma.
Označení CE umožňuje volný pohyb zboží v rámci trhu zemí Evropského hospodářského prostoru. Označení CE neznamená, že výrobek byl vyroben v EU a není značkou kvality. Ne všechny výrobky musí být označeny CE, ale pouze ty kategorie výrobků, pro které označení CE stanoví příslušná směrnice. Jedná se např. o hračky, vybrané elektrické spotřebiče, vybrané stavební výrobky, zdravotnické prostředky, výtahy, stroje a měřící zařízení. Grafická podoba označení CE je dána normou a musí být umístěna na výrobku, obalu, uživatelském manuálu, či na záručním listu. Označení CE musí být umístěno viditelně, čitelně a nesmazatelně a je zakázáno používat jakékoliv značky, které s ním lze zaměnit.

## CE jako - China Export

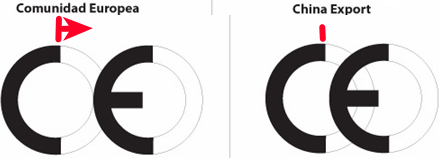
Porovnání značky CE (vlevo) a China export

Existuje podobné logo, které používají někteří čínští a další výrobci s údajným významem China Export či Chinese Export. Evropská komise tuto situaci řešila na dotaz europoslankyně Zuzany Roithové v roce 2008.

Komise konstatovala:
Komise si uvědomuje, že existuje nesprávné pojetí, které přiřazuje označení CE význam „China Export (vývoz z Číny)“. Komise si není vědoma existence „označení China Export“, nicméně usuzuje, že značka, na kterou paní poslankyně odkazuje, sestává z označení CE, jak stanoví evropská legislativa, aniž by však byl brán ohled na rozměry a velikostní poměry jí předepsané.
Dále uvádí:
Komise si uvědomuje, že označení CE, stejně jako jakákoliv jiná značka, je zneužíváno, např. je udělováno výrobkům, které nesplňují požadavky a podmínky na její udělení, nebo je udělováno výrobkům, na které se její udělení nevztahuje.
Komise vede s čínskými úřady dialog, aby zajistila, že jejich exportéři budou respektovat evropskou legislativu.